# Avitomyrmex
Avitomyrmex é um gênero extinto de formigas da subfamília Myrmeciinae [en], que inclui três espécies descritas. O gênero foi descrito em 2006 a partir de depósitos do estágio Ypresiano (Eoceno inicial) na Colúmbia Britânica, Canadá. Quase todos os espécimes coletados são rainhas, com exceção de um único trabalhador fossilizado. Essas formigas são grandes, com olhos bem desenvolvidos e grandes; uma ferroada está presente em uma das espécies. O comportamento dessas formigas pode ter sido semelhante ao das formigas Myrmeciinae atuais, como forragear solitariamente por presas de artrópodes e não deixar rastros de feromônios para fontes de alimento. Avitomyrmex não foi atribuído a nenhuma tribo, sendo geralmente considerado incertae sedis dentro de Myrmeciinae. No entanto, sua identidade como formiga foi questionada, embora seja, sem dúvida, um inseto himenóptero.

## História e classificação

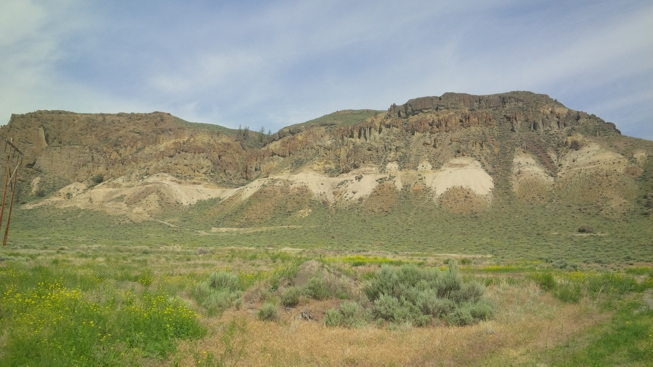
Todos os espécimes de Avitomyrmex foram coletados nos Leitos Fossis de McAbee, Colúmbia Britânica

Avitomyrmex é um gênero extinto de formigas com três espécies descritas. Os fósseis de Avitomyrmex, juntamente com outras formigas Myrmeciinae extintas, foram inicialmente estudados e descritos por Bruce Archibald, Stefan Cover e Corrie Moreau [en], do Museu de Zoologia Comparada [en] em Cambridge, Massachusetts. Eles publicaram a descrição do gênero e das espécies em 2006, em um artigo no periódico Annals of the Entomological Society of America [en]. O nome do gênero é uma combinação do latim "avitus", que significa "antigo" ou "avô", e do grego myrmex, que significa "formiga".
No mesmo artigo, foram descritas as espécies Avitomyrmex mastax, Avitomyrmex systenus e a espécie-tipo Avitomyrmex elongatus. Essas espécies fósseis datam do Ypresiano Médio.
Archibald e colegas originalmente classificaram Avitomyrmex como incertae sedis (latim para "de colocação incerta") dentro da subfamília de formigas Myrmeciinae, pois os espécimes não podem ser adequadamente identificados. Em 2008, no entanto, Cesare Baroni Urbani, da Universidade de Basileia, Suíça, observou que nenhum espécime deste gênero permite um exame adequado da apomorfia (características diagnósticas principais) dos caracteres subfamiliares ou familiares. Embora Baroni Urbani exclua Avitomyrmex de Myrmeciinae e o classifique como incertae sedis em Hymenoptera, os caracteres morfológicos e as asas mostram que os espécimes são, sem dúvida, insetos himenópteros. Um relatório de 2012 do paleoentomologista russo Gennady M. Dlussky, da Universidade Estatal de Moscou, descrevendo novas Myrmeciinae, aceitou a classificação de Archibald e colegas sem mencionar os comentários de Baroni Urbani.
Os seguintes cladogramas gerados por Archibald e colegas mostram duas possíveis posições filogenéticas de Avitomyrmex entre algumas formigas da subfamília Myrmeciinae; o cladograma à direita incluiu três gêneros extintos adicionais em comparação com o da esquerda. Sugere-se que Avitomyrmex pode estar intimamente relacionado a outras formigas Myrmeciinae extintas, como Macabeemyrma e Ypresiomyrma, bem como à atual Nothomyrmecia macrops.
|  | Nothomyrmecia |
|  |               |
|  | Avitomyrmex   |
|  |               |

|  | Prionomyrmex longiceps |
|  |                        |
|  | Prionomyrmex janzeni   |
|  |                        |

|  | Nothomyrmecia |
|  |               |
|  | Avitomyrmex   |
|  |               |

|  | Prionomyrmex longiceps |
|  |                        |
|  | Prionomyrmex janzeni   |
|  |                        |

|  | Nothomyrmecia |
|  |               |
|  | Avitomyrmex   |
|  |               |

|  | Prionomyrmex longiceps |
|  |                        |
|  | Prionomyrmex janzeni   |
|  |                        |

|  | Nothomyrmecia |
|  |               |
|  | Avitomyrmex   |
|  |               |

|  | Prionomyrmex longiceps |
|  |                        |
|  | Prionomyrmex janzeni   |
|  |                        |

|  | Nothomyrmecia |
|  |               |
|  | Avitomyrmex   |
|  |               |

|  | Prionomyrmex longiceps |
|  |                        |
|  | Prionomyrmex janzeni   |
|  |                        |

|  | Nothomyrmecia |
|  |               |
|  | Avitomyrmex   |
|  |               |

|  | Prionomyrmex longiceps |
|  |                        |
|  | Prionomyrmex janzeni   |
|  |                        |

|  | Nothomyrmecia |
|  |               |
|  | Avitomyrmex   |
|  |               |

|  | Prionomyrmex longiceps |
|  |                        |
|  | Prionomyrmex janzeni   |
|  |                        |

|  | Nothomyrmecia |
|  |               |
|  | Avitomyrmex   |
|  |               |

|  | Prionomyrmex longiceps |
|  |                        |
|  | Prionomyrmex janzeni   |
|  |                        |

|  | Prionomyrmex janzeni   |
|  |                        |
|  | Prionomyrmex longiceps |
|  |                        |

|  | Macabeemyrma  |
|  |               |
|  | Avitomyrmex   |
|  |               |
|  | Ypresiomyrma  |
|  |               |
|  | Nothomyrmecia |
|  |               |

|  | Prionomyrmex janzeni   |
|  |                        |
|  | Prionomyrmex longiceps |
|  |                        |

|  | Macabeemyrma  |
|  |               |
|  | Avitomyrmex   |
|  |               |
|  | Ypresiomyrma  |
|  |               |
|  | Nothomyrmecia |
|  |               |

|  | Prionomyrmex janzeni   |
|  |                        |
|  | Prionomyrmex longiceps |
|  |                        |

|  | Macabeemyrma  |
|  |               |
|  | Avitomyrmex   |
|  |               |
|  | Ypresiomyrma  |
|  |               |
|  | Nothomyrmecia |
|  |               |

|  | Prionomyrmex janzeni   |
|  |                        |
|  | Prionomyrmex longiceps |
|  |                        |

|  | Macabeemyrma  |
|  |               |
|  | Avitomyrmex   |
|  |               |
|  | Ypresiomyrma  |
|  |               |
|  | Nothomyrmecia |
|  |               |

|  | Prionomyrmex janzeni   |
|  |                        |
|  | Prionomyrmex longiceps |
|  |                        |

|  | Macabeemyrma  |
|  |               |
|  | Avitomyrmex   |
|  |               |
|  | Ypresiomyrma  |
|  |               |
|  | Nothomyrmecia |
|  |               |

|  | Prionomyrmex janzeni   |
|  |                        |
|  | Prionomyrmex longiceps |
|  |                        |

|  | Macabeemyrma  |
|  |               |
|  | Avitomyrmex   |
|  |               |
|  | Ypresiomyrma  |
|  |               |
|  | Nothomyrmecia |
|  |               |

|  | Prionomyrmex janzeni   |
|  |                        |
|  | Prionomyrmex longiceps |
|  |                        |

|  | Macabeemyrma  |
|  |               |
|  | Avitomyrmex   |
|  |               |
|  | Ypresiomyrma  |
|  |               |
|  | Nothomyrmecia |
|  |               |

|  | Prionomyrmex janzeni   |
|  |                        |
|  | Prionomyrmex longiceps |
|  |                        |

|  | Macabeemyrma  |
|  |               |
|  | Avitomyrmex   |
|  |               |
|  | Ypresiomyrma  |
|  |               |
|  | Nothomyrmecia |
|  |               |

## Descrição
Várias características distinguem Avitomyrmex de outros gêneros de formigas. A característica mais notável é a morfologia distintamente esguia das rainhas e trabalhadores. Isso é claramente demonstrado na forma do pecíolo, que conecta o tórax [en] ao abdômen [en]. Embora semelhante ao gênero myrmeciíneo moderno Nothomyrmecia do sul da Austrália, os dois gêneros são distinguíveis pela estrutura do peciolo, com Avitomyrmex não possuindo o pedúnculo [en] visto em Nothomyrmecia. Os olhos são grandes e bem desenvolvidos, as mandíbulas são subtriangulares, mas mal preservadas, e uma ferroada está presente nos fósseis examinados de A. systenus. Quanto a A. elongatus e A. mastax, não se sabe se essas duas formigas possuem ferroada, devido à má preservação ou à ausência de preservação da ferroada.

### A. elongatus
A. elongatus foi descrita a partir de um único espécime-tipo de um fóssil de compressão encontrado nos Leitos Fossis de McAbee, Formação Tranquille, perto de Cache Creek [en], Colúmbia Britânica, datado do Ypresiano Médio. O espécime incompleto de uma rainha, numerado 2003.2.8CDM032, está atualmente preservado nas coleções de paleontologia do Museu de Courtenay e Distrito, em Courtenay, Colúmbia Britânica. Archibald, Cover e Moreau criaram o epíteto específico a partir do latim "elongatus", que significa "prolongado", em referência à morfologia alongada do espécime-tipo. A espécie é distinguível das outras duas espécies de Avitomyrmex pelo seu tamanho notavelmente maior, com a porção preservada da formiga medindo mais de 20 milímetros. As asas anteriores são quase tão grandes quanto o espécime, medindo cerca de 18 milímetros, enquanto as asas posteriores estão muito mal preservadas para estudo. O holótipo está preservado com um gáster [en] parcialmente desarticulado e sem a cabeça.

### A. mastax
A segunda espécie descrita dos Leitos Fossis de McAbee é A. mastax, conhecida a partir de dois espécimes, diferentemente de A. elongatus. O holótipo e o parátipo estão incluídos nas coleções da Universidade Thompson Rivers, em Kamloops, como UCCIPRL-18 F-850 e UCCIPRL-18 F-929, respectivamente. O espécime holótipo é uma rainha parcial incompleta, com uma asa anterior e a cabeça razoavelmente preservadas, e outras porções do corpo isoladas indistintas. O parátipo é uma rainha quase completa, faltando partes do gáster, pernas e asas posteriores. No geral, estima-se que a espécie tinha 15 milímetros de comprimento e uma asa anterior de 13 milímetros. A. mastax é distinguível das outras espécies de Avitomyrmex pelo tamanho menor de suas mandíbulas, com menos da metade do comprimento da cabeça e oito dentes, além da forma da cápsula cefálica. O espécime também possui olhos compostos grandes. O epíteto específico mastax vem do grego "mastax", que significa "mandíbula", em referência ao pequeno tamanho das mandíbulas em comparação com as outras espécies de Avitomyrmex.

### A. systenus
Das três espécies descritas de Avitomyrmex encontradas nos Leitos Fossis de McAbee, apenas A. systenus é conhecida por espécimes da casta trabalhadora. O holótipo está atualmente depositado nas coleções de paleontologia do Museu de Courtenay e Distrito como 2003.2.11 CDM 035, enquanto o parátipo, UCCIPR L-18 F-989, e um trabalhador hipótipo adicional, UCCIPR L-18 F-825, que é provisoriamente atribuído à espécie, estão depositados nas coleções da Universidade Thompson Rivers. Com base nos trabalhadores quase completos, estima-se que espécimes maduros tinham 15 milímetros. Devido ao tamanho dos trabalhadores adultos, eles não podem ser atribuídos a A. elongatus, enquanto a estrutura geral do peciolo, cápsula cefálica e mandíbula os distingue de A. mastax. Os olhos são grandes, com um terço do comprimento da cabeça, e as pernas estão indistinctamente preservadas, mas longas. O pronoto é quase plano, e o gáster é estreito. A forma da cabeça foi a base para Archibald, Cover e Moreau escolherem o epíteto específico systenus, que vem da palavra grega systenos, significando "afunilado até um ponto".

## Ecologia
Archibald e colegas sugeriram que os hábitos de vida das espécies de Avitomyrmex podem ter sido semelhantes aos das formigas Myrmeciinae atuais. Essas formigas podem ter construído ninhos no solo ou em árvores, possivelmente sendo um gênero de nidificação arborícola. Isso pode ser verdade, pois uma espécie de Myrmecia é conhecida por habitar exclusivamente árvores. Os trabalhadores provavelmente predavam artrópodes, matando-os com sua ferroada, e se alimentavam de néctar; os trabalhadores provavelmente foram encontrados forrageando em árvores ou vegetação baixa sem deixar rastros de feromônios para fontes de alimento ou recrutar companheiros de ninho, pois eram forrageadores solitários. As formigas Avitomyrmex provavelmente usavam seus olhos grandes para localizar presas e para fins de navegação.

### Textos citados
- Archibald, S.B.; Cover, S. P.; Moreau, C. S. (2006). «Bulldog Ants of the Eocene Okanagan Highlands and History of the Subfamily (Hymenoptera: Formicidae: Myrmeciinae)» (PDF). Annals of the Entomological Society of America. 99 (3): 487–523. doi:10.1603/0013-8746(2006)99[487:BAOTEO]2.0.CO;2